# Nucula malabarica
Nucula malabarica is een tweekleppigensoort uit de familie van de Nuculidae. De wetenschappelijke naam van de soort is voor het eerst geldig gepubliceerd in 1860 door Hanley.